# Hoắc hương núi
Hoắc hương núi, còn gọi là phú vĩ nhám, thổ hoắc hương, xuyên hoắc hương hay ngắn gọn là hoắc hương (tên khoa học: Agastache rugosa) là một loài thực vật có hoa trong họ Hoa môi. Loài này được Friedrich Ernst Ludwig von Fischer và Carl Anton von Meyer mô tả khoa học đầu tiên năm 1835 dưới danh pháp Lophanthus rugosus. Năm 1891 Carl Ernst Otto Kuntze chuyển nó sang chi Agastache.

## Hình ảnh

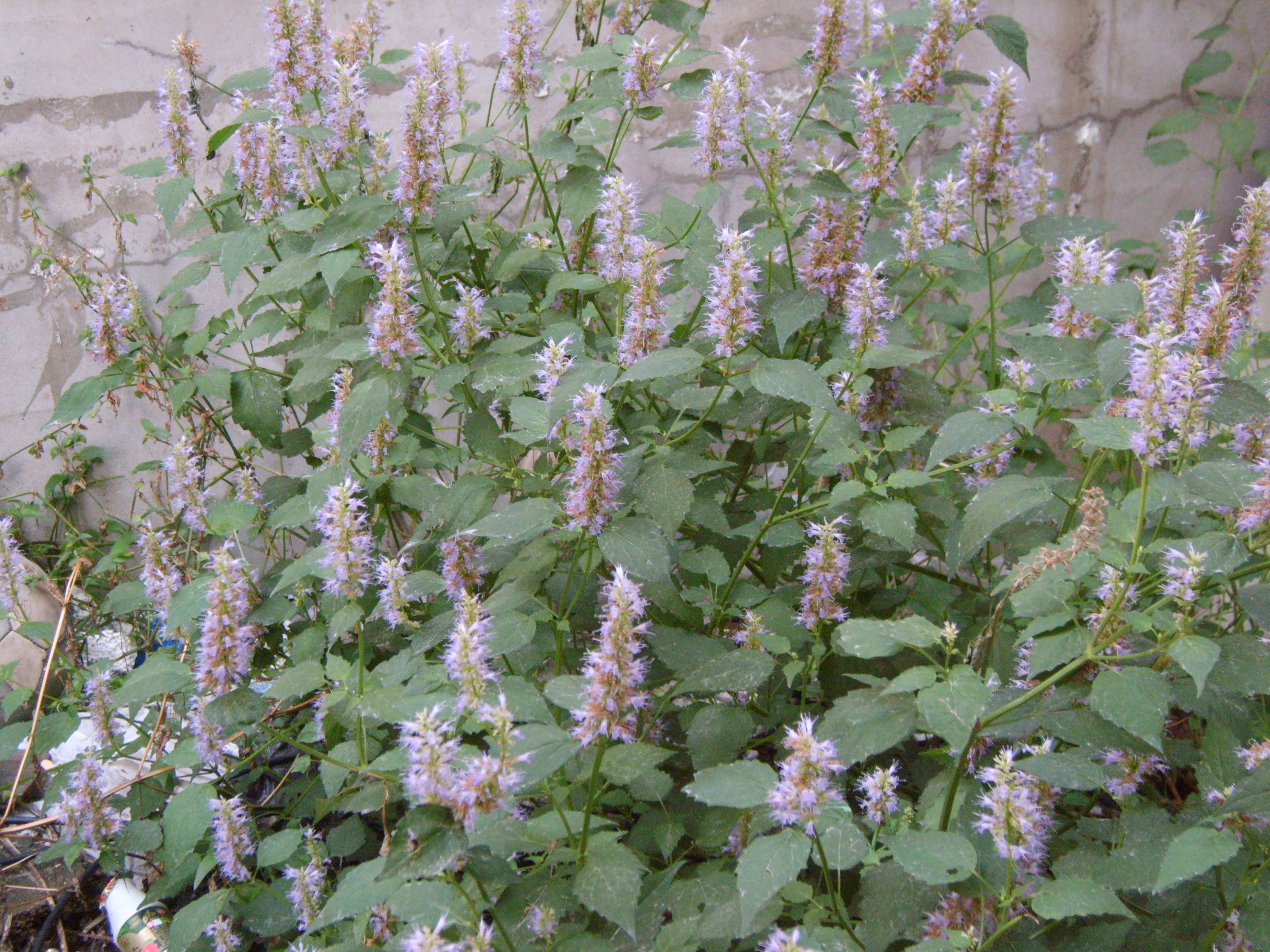
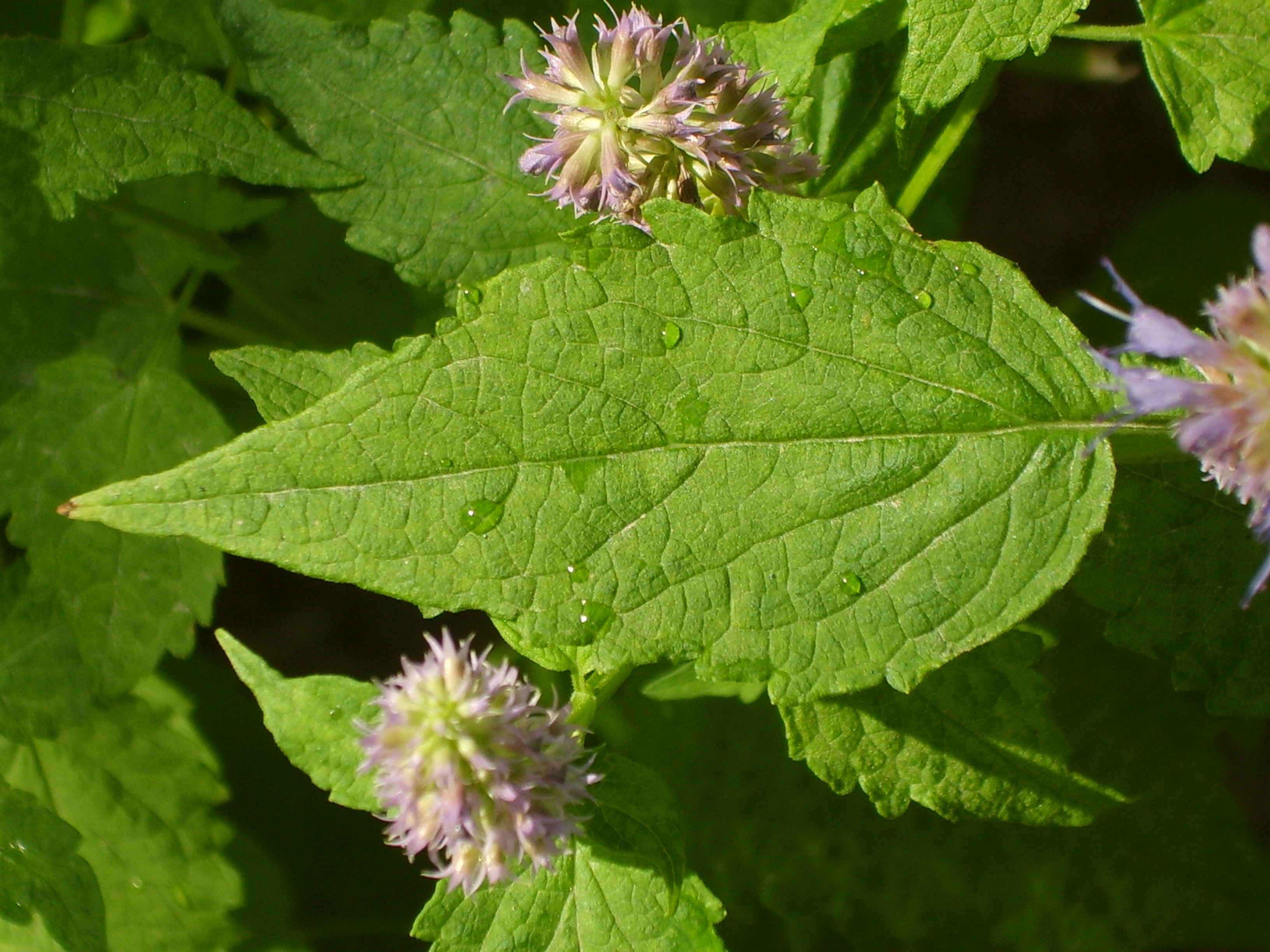
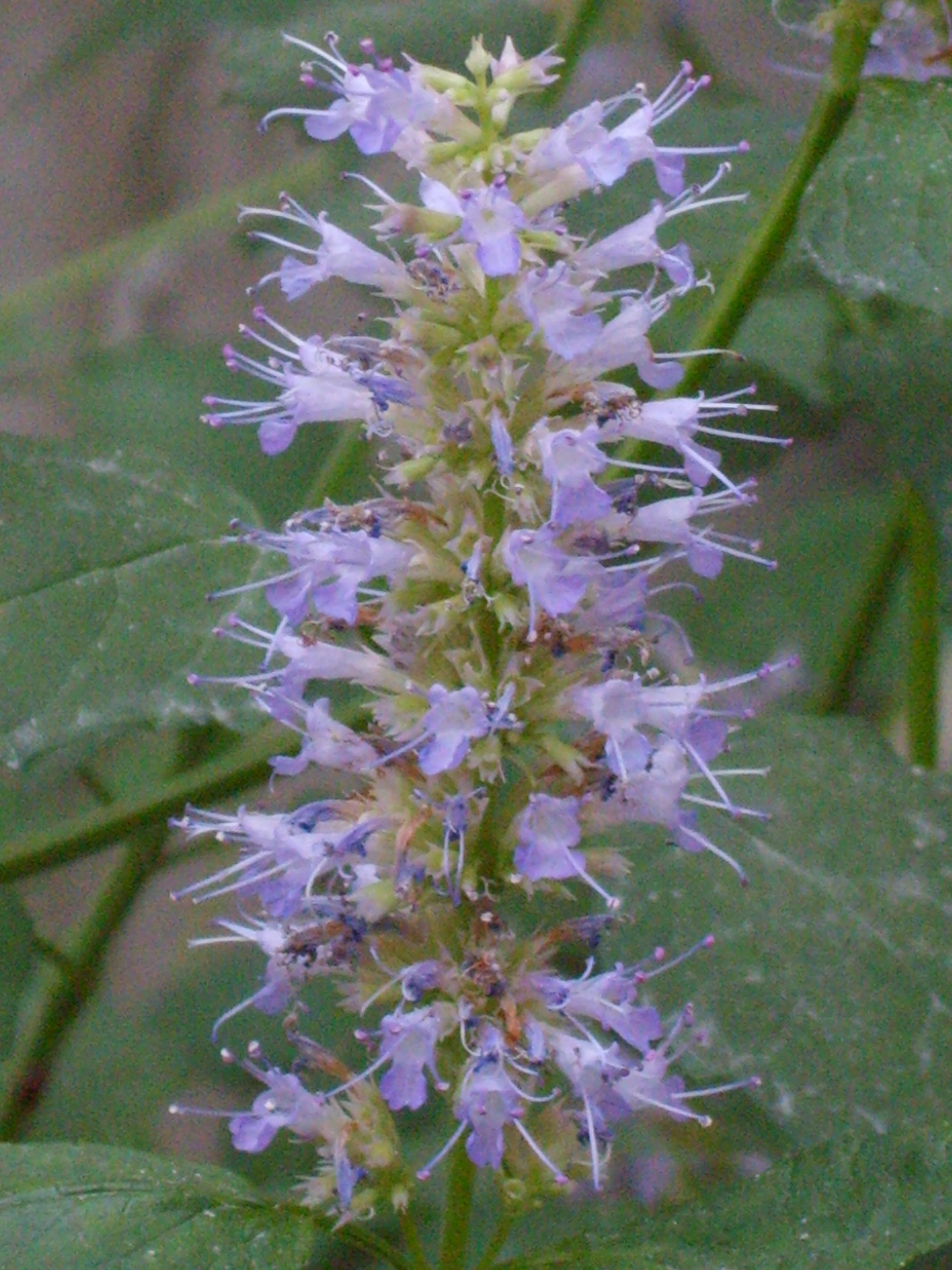
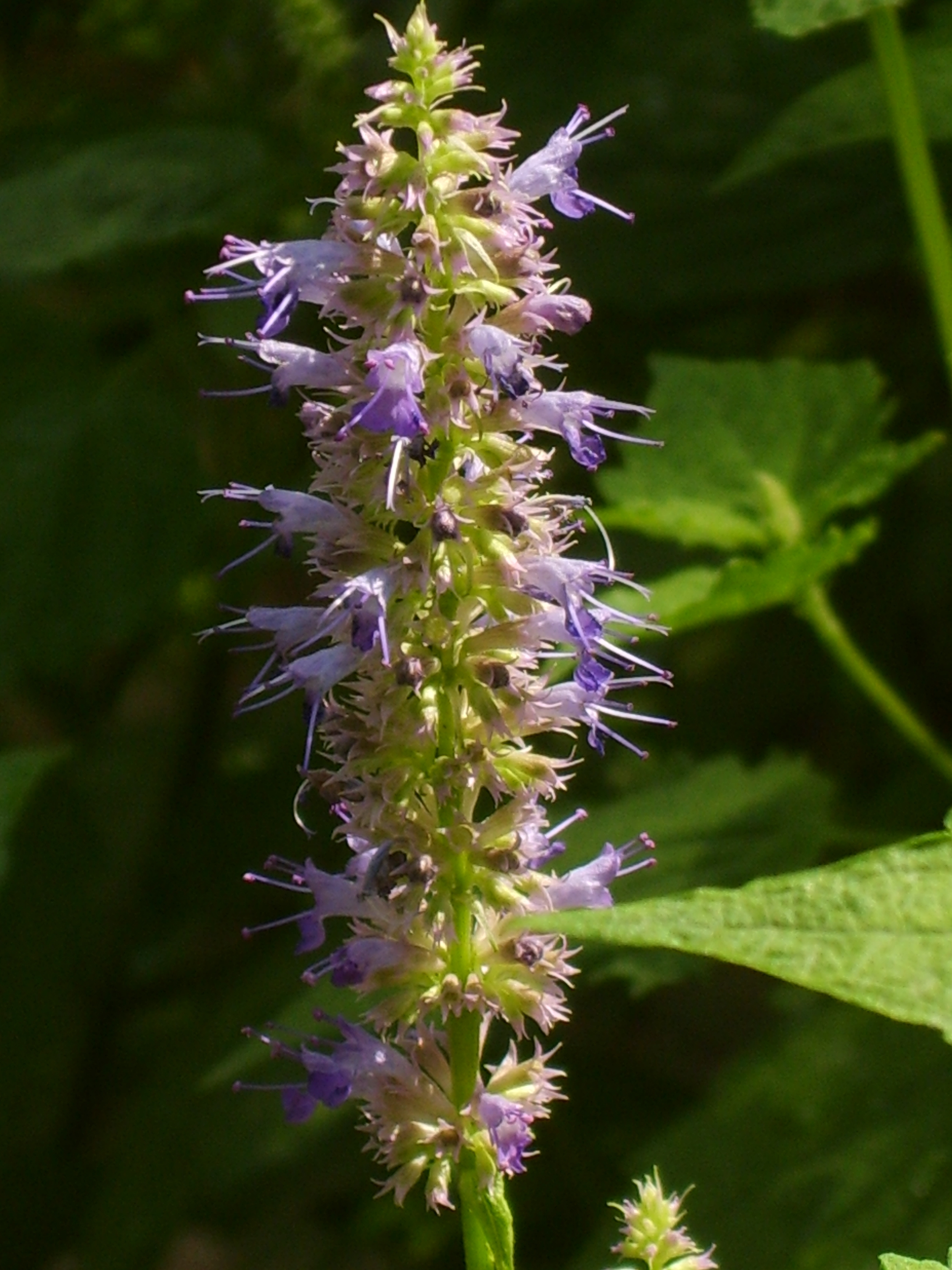